# Vladímir Gávrikov
Vladímir Yúrievich Gávrikov –en ruso, Владимир Юрьевич Гавриков– es un deportista soviético que compitió en biatlón. Ganó una medalla de bronce en el Campeonato Mundial de Biatlón de 1981, en la prueba de relevos.

## Palmarés internacional
| Campeonato Mundial | Campeonato Mundial | Campeonato Mundial | Campeonato Mundial |
| Año                | Lugar              | Medalla            | Prueba             |
| ------------------ | ------------------ | ------------------ | ------------------ |
| 1981               | Lahti (Finlandia)  | Medalla de bronce  | Relevos            |